# Schulieta Schischmanowa
Schulieta Schischmanowa (bulgarisch Жулиета Шишманова, andere Transkription Shulieta Schischmanowa; * 5. Januar 1936 in Nessebar; † 16. März 1978 bei Gabare) war eine bulgarische Trainerin für Rhythmische Sportgymnastik.

## Leben
Schischmanowa studierte an der Hochschule für Körperkultur und Sport Georgi Dimitrow in Sofia. Sie trainierte dann in Rhythmischer Sportgymnastik die bulgarische Nationalmannschaft. Zu den von ihr in der Nationalmannschaft Trainierten gehörte die Weltmeisterin Maria Gigowa sowie Neschka Robewa und Rumjana Stefanowa. Sie starb am 16. März 1978 bei einem Flugunfall mit einer Tupolew Tu-134 auf dem Balkan-Bulgarian-Airlines-Flug 107 der Balkan Bulgarian Airlines auf dem Weg von Sofia nach Warschau beim Dorf Gabare im nordwestlichen Teil Bulgariens.
Schischmanowa wurde als Held der Sozialistischen Arbeit und mit dem Dimitrow-Preis ausgezeichnet.